# Джекел, Ричард
Ричард Джекел (англ. Richard Jaeckel, 1926—1997) — американский актёр.

## Биография
Окончив школу в Голливуде, работал рассыльным на «20th Century Fox», где и начал карьеру в кино в 1943 г. В 1944—1949 гг. служил во флоте США. Демобилизовавшись, продолжил сниматься, став одним из самых популярных характерных актёров, наиболее известным по ролям «крутых парней» — ковбоев, наёмных убийц и т. п. В 1972 г. номинировался на «Оскар» как лучший актёр второго плана в фильме «Иногда великая идея». Когда он ушел из шоу« Спасатели залива», его наградили традиционной наградой «Бронзовыми шортами». Много снимался на телевидении. Умер после трёхлетней борьбы с меланомой.

## Избранная фильмография
- 1943 — Дневник Гуадалканала / Guadalcanal Diary
- 1949 — Поле битвы / Battleground — Бэттис
- 1949 — Пески Иводзимы / Sands of Iwo Jima — Фрэнк Флинн
- 1949 — Город за рекой / City Across the River — Булл
- 1950 — Стрелок / The Gunfighter — Эдди
- 1952 — Вернись, малышка Шеба / Come Back, Little Sheba — Так Фишер
- 1952 — Бандитская империя / Hoodlum Empire — Тед Доусон
- 1954 — Шанхайская история / The Shanghai Story — Наклз Грир
- 1957 — В 3:10 на Юму / 3:10 to Yuma — Чарли Принс
- 1958 — Контрабандисты оружия / The Gun Runners — «Бузурки», светлый подручный на борту
- 1958 — Нагие и мёртвые / The Naked and the Dead — Галлахер
- 1960 — Пылающая звезда / Flaming Star — Энгус Пирс
- 1961 — Город без жалости // Town Without Pity — капрал Брэдвел Скотт
- 1963 — Четверо из Техаса / 4 for Texas — Пит Манчини
- 1967 — Грязная дюжина / The Dirty Dozen — сержант Клайд Баурен
- 1968 — Бригада дьявола / The Devil’s Brigade — рядовой Омар Греко
- 1971 — Иногда великая идея / Sometimes a Great Notion
- 1972 — Набег Ульзаны / Ulzana’s Raid
- 1973 — Пэт Гэрретт и Билли Кид / Pat Garrett and Billy the Kid
- 1975 — Подмокшее дело / The Drowning Pool
- 1982 — Аэроплан II: Продолжение / Airplane II: The Sequel
- 1984 — Человек со звезды / Starman
- 1986 — Восход «Чёрной луны» / Black Moon Rising
- 1990 — Отряд «Дельта» 2 / Delta Force 2: The Colombian Connection
- 1991 — Король кикбоксеров / The King of the Kickboxers